# Салазан (приток Лебеди)
Салазан — река в России, протекает в Турочакском районе Республики Алтай. Устье реки находится в 83 км по правому берегу Лебеди. Длина реки — 14 км.

## Данные водного реестра
По данным государственного водного реестра России относится к Верхнеобскому бассейновому округу, водохозяйственный участок реки — Бия, речной подбассейн реки — Бия и Катунь. Речной бассейн реки — (Верхняя) Обь до впадения Иртыша.
По данным геоинформационной системы водохозяйственного районирования территории РФ, подготовленной Федеральным агентством водных ресурсов:
- Код водного объекта в государственном водном реестре — 13010100212115100000649
- Код по гидрологической изученности (ГИ) — 115100064
- Код бассейна — 13.01.01.002
- Номер тома по ГИ — 15
- Выпуск по ГИ — 1